# Crisis Force
Crisis Force (クライシスフォース Kuraishisu Fōsu?) es un videojuego de matamarcianos con scroll vertical de Konami publicado originalmente como Family Computer en 27 de agosto de 1991 solo en Japón. 
- Datos: Q2495808